# یوگا هوزرز
یوگا هوزرز (انگلیسی: Yoga Hosers) یک فیلم کمدی ترسناک آمریکایی به نویسندگی و کارگردانی کوین اسمیت است که در سال ۲۰۱۶ منتشر شد. این فیلم اسپین‌آفی از فیلم ترسناک عاج فیل از اسمیت در ۲۰۱۴ است. در این فیلم دختر اسمیت، هارلی کوئین اسمیت، لی‌لی-رز دپ و مادر و پدرش، ونسا پارادی و جانی دپ به ایفای نقش می‌پردازند. این فیلم دومین فیلم در سه‌گانه نورث اسمیت است که خود نمایشی از View Askewniverse است و اولین نمایش جهانی آن در ۲۴ ژانویه در جشنواره فیلم ساندنس ۲۰۱۶ بود.
این فیلم در ۲ سپتامبر ۲۰۱۶ توسط اینونسبل پیکچرز منتشر شد. این فیلم با شکست تجاری همراه بود و به‌طور جهانی توسط منتقدان و تماشاگران، که آن را نقطه پایینی در حرفه اسمیت می‌دانستند، مورد نقد قرار گرفت.

## داستان
کالین کولت و کالین مک‌کنزی دو دختر پانزده‌ساله هستند که روزهای خود را با تمرین یوگا نزد مربی‌شان، یوگی بایر، و کار پاره‌وقت در یک فروشگاه خواربارفروشی در مانی‌توبا به نام Eh-2-Zed می‌گذرانند. آن‌ها همچنین عضو گروه کاور موسیقی به نام گلم‌ترکس هستند و دوست ۳۵ ساله‌شان، ایچاباد، نوازندهٔ درام آن است. این دو دختر توسط هانتر کَلوی، یکی از دانش‌آموزان محبوب سال‌بالایی و شخص مورد علاقهٔ کالین مک‌کنزی، به یک مهمانی دعوت می‌شوند.
روز بعد، معلم تاریخ‌شان در مدرسه به کلاس اطلاع می‌دهد که زمانی حزب نازی در وینیپگ نفوذ داشته است. به رهبری «پیشوای کانادایی» خودخوانده، آدرین آرکان، و دستیارش آندرونیکوس آرکین، نازی‌های کانادایی عضو حزب اتحاد ملی کانادا، نیرویی ترس‌آفرین بودند. آرکان بعدها توسط دولت فدرال دستگیر شد، اما آندرونیکوس آرکین هیچ‌گاه پیدا نشد.
پدر کالین کولت، باب، به همراه نامزدش تابیتا، تصمیم می‌گیرند به‌طور ناگهانی به آبشار نیاگارا سفر کنند و فروشگاه را برای شب مهمانی هانتر به دخترها می‌سپارند. کالین‌ها از هانتر و دوستش گوردون گرین‌لیف دعوت می‌کنند تا مهمانی را به فروشگاه منتقل کنند تا آن‌ها از آن جا نمانند. کالین مک‌کنزی به دعوت هانتر به اتاق پشتی می‌رود، اما درمی‌یابد که هانتر و گوردون در واقع شیطان‌پرست هستند و قصد دارند آن‌ها را قربانی و مثله کنند. پیش از انجام این نقشه، ارتشی از هیولاهای کوچک به نام برا‌تزی‌ها (نازی‌های یک‌پایی ساخته‌شده از سوسیس برات‌وورست) حمله می‌کنند و هانتر و گوردون را می‌کشند. کالین‌ها با استفاده از مهارت‌های یوگا با براتزی‌ها می‌جنگند و آن‌ها را شکست می‌دهند، اما به اتهام قتل هانتر و گوردون بازداشت می‌شوند.
شکارچی افسانه‌ای، گای لاپوینت، که پیش‌تر نیز با کالین‌ها برخورد داشته، برای بازجویی به اداره پلیس می‌آید. او که خود نیز شواهدی از وجود براتزی‌ها دارد، حرف‌های دخترها را باور می‌کند و تصمیم می‌گیرد برای اثبات بی‌گناهی‌شان کمک کند. پس از آن‌که کالین‌ها را به‌صورت پنهانی از ایستگاه پلیس خارج می‌کند و به فروشگاه Eh-2-Zed می‌برد، هر سه توسط براتزی‌ها بی‌هوش می‌شوند. آن‌ها را به مخفیگاهی زیرزمینی در زیر فروشگاه می‌برند، جایی که ارباب براتزی‌ها، آندرونیکوس آرکین، در آنجا حضور دارد.
آرکین برای لاپوینت و کالین‌ها فاش می‌کند که در ابتدا آرزو داشت هنرمند شود. اما پس از تمسخر آثارش توسط منتقدان، تصمیم می‌گیرد برای جنبش نازی کانادا دانشمند شود. نازی‌ها او را در مخفیگاهی زیرزمینی پنهان کردند تا ارتشی از همسان‌ها (کلون‌ها) بسازد و با آن‌ها به کانادا و آمریکا حمله کنند. این همسان‌ها از ترکیب سوسیس برات‌وورست و دی‌ان‌ای آرکین ساخته شده بودند و به صد سال زمان برای رشد کامل نیاز داشتند. آرکین خودش را به‌طور انجمادی منجمد کرد تا تا آن زمان زنده بماند. اما ۷۰ سال بعد، قطع برق در فروشگاه Eh-2-Zed باعث شد آرکین زودتر از خواب برخیزد و رشد همسان‌ها متوقف شود و آن‌ها تنها تا اندازهٔ یک‌پا رشد کنند.
با فهمیدن این‌که حزب نازی دیگر شکست خورده، آرکین مأموریت جدیدی آغاز کرد: قتل تمام منتقدانی که آثار اولیه‌اش را نقد منفی کرده بودند. او نشان می‌دهد که موجودی ده‌پا، به نام «دروازه‌بان گلم» از تکه‌های بدن قربانیان براتزی ساخته است تا قتل‌ها را انجام دهد. این گلمِ دروازه‌بان توسط براتزی‌هایی که در درونش پنهان‌اند هدایت می‌شود. اما این گلم از دستورهای آرکین سرپیچی می‌کند، او را می‌کشد و به کالین‌ها حمله‌ور می‌شود. کالین‌ها بار دیگر با مهارت‌های یوگا خود، گلم را شکست می‌دهند و بی‌گناهی‌شان ثابت می‌شود.
پس از آن‌که رسانه‌ها آن‌ها را «فروشنده‌قهرمان» نام می‌دهند، کالین‌ها به زندگی عادی خود بازمی‌گردند و فیلم با اجرای کاور آهنگ "ای کانادا" توسط گروه گلم‌ترکس، همراه با گیتارنوازی گای لاپوینت، پایان می‌یابد.